# Ortseifen
Ortseifen ist ein Ortsteil von Morsbach im Oberbergischen Kreis im südlichen Nordrhein-Westfalen innerhalb des Regierungsbezirks Köln.

## Lage und Beschreibung
In ländlicher, waldreicher Umgebung liegt Ortseifen am südlichsten Zipfel des Oberbergischen Kreises. Die Städte Gummersbach (38 km), Siegen (35 km) sowie Köln (75 km) sind in wenigen Autominuten zu erreichen.
Benachbarte Ortsteile sind Rom im Norden, Birken im Osten, Morsbach im Süden, und Euelsloch im Westen. 

## Geschichte
1580 wurde der Ort das erste Mal urkundlich erwähnt, und zwar „In den Hoenerzetteln werden im Oertseiffenn drei bergische und eine wildenburgische Feuerstellen aufgeführt.“  Die Schreibweise der Erstnennung war Im Oertseiffenn.